# 1998 en cyclisme
| Années du cyclisme : 1995 - 1996 - 1997 - 1998 - 1999 - 2000 - 2001    |
| Décennies du cyclisme : 1960 - 1970 - 1980 - 1990 - 2000 - 2010 - 2020 |

Les faits marquants de l'année 1998 en cyclisme.

## Par mois

### Mars
- 22 mars : Erik Zabel gagne Milan-San Remo pour la deuxième fois consécutive.

### Avril
- 5 avril : Johan Museeuw remporte le Tour des Flandres.
- 12 avril :  Franco Ballerini s'impose sur Paris-Roubaix.
- Michele Bartoli gagne Liège-Bastogne-Liège une nouvelle fois devant Laurent Jalabert.

### Juin
- 7 juin : Marco Pantani devance Pavel Tonkov lors du Tour d'Italie.

### Août
- 2 août : Marco Pantani gagne le Tour de France. Ce Tour est marquée par le déclenchement de l'affaire Festina.

### Septembre
- 27 septembre : le Tour d'Espagne est remporté par l'Espagnol Abraham Olano.

### Octobre
- 8 octobre : Abraham Olano devient champion du monde du contre-la-montre. Trois jours plus tard, Oscar Camenzind s'impose dans la course en ligne.
- 17 octobre : Oscar Camenzind remporte le Tour de Lombardie.

## Principales naissances
- 22 janvier : Frederik Madsen, cycliste danois.
- 21 septembre : Tadej Pogačar, cycliste slovène.

## Principaux décès
- 12 août : Jesús Loroño, cycliste espagnol. (° 10 janvier 1926).